# Impasse Lamier
L'impasse Lamier est une voie située dans le quartier de la Roquette du 11e arrondissement de Paris.

## Situation et accès
Elle débute 8, rue de Mont-Louis et se termine en impasse.
L'impasse Lamier est desservie à proximité par la ligne 2 à la station Philippe Auguste.

## Origine du nom
Elle tient son nom de celui d'un propriétaire local, M. Lamier, qui possédait une maison dans cette impasse, à la fin du XIXe siècle.

## Historique
Cette voie est classée dans la voirie parisienne par arrêté municipal du 7 août 1995.